# El desconocido (película de 2014)
The Stranger (en español, El desconocido) es una película chilena de 2014 dirigida por Guillermo Amoedo y protagonizada por Lorenza Izzo, Ariel Levy, Aaron Burns y Cristóbal Tapia Montt. La película fue seleccionada para los festivales de Sitges en Barcelona y Fantastic Fest, en Austin, Texas.

## Sinopsis
Cuenta la historia de un personaje al que se conoce como The Stranger (El desconocido), que llega a un pueblo al norte de Canadá buscando a su esposa para matarla, y así terminar con una enfermedad que ambos poseen, que los hace adictos a la sangre.

## Reparto
- Lorenza Izzo como Ana, protagonista.
- Ariel Levy como Caleb.
- Aaron Burns como el agente Harris.
- Cristóbal Tapia Montt como Martin.
- Luis Gnecco como el teniente De Luca.
- Alessandra Guerzoni como Monica.
- Eric Kleinsteuber como un amigo de Caleb.
- Sally Rose como la enfermera Sonia.
- Nicolás Durán como Peter.
- John Allan como Jefe de policía.
- Manuel Márquez como Jack, rol menor.
- Pablo Vila como el doctor Hill, rol menor.

## Producción
Si bien la historia se desarrolla en Canadá, y la película está hablada en inglés, la cinta en realidad fue grabada en el sur de Chile, cerca de Puerto Octay, para crear el ambiente de un lugar remoto.

## Recepción
The Stranger ganó el premio "Mejor película iberoamericana" en el Festival de Cine de Sitges. Rotten Tomatoes, un agregador de reseñas, informa que el 27% de los 11 críticos encuestados dieron una crítica positiva a la película; el promedio es 4/10. Metacritic la calificó 32/100 basado en seis revisiones. 
Frank Scheck de The Hollywood Reporter la llamó una "película de vampiros sin vida y sin colmillos" que evita clichés tradicionales pero desciende a un melodrama poco interesante. Maitland McDonagh de Film Journal International escribió que no atraerá ni a los fanáticos de Twilight ni a los fanáticos del horror hardcore, pero es "admirablemente espeluznante y notablemente restringido". 
Andy Webster, de The New York Times, cuestionó si la violencia no original de la película tiene una moraleja, pero alabó la actuación y la dirección de la película. Robert Abele, de Los Angeles Times, escribió que "se muestra como una obra de teatro amateur en la gravedad, una que no está respaldada por escenas aburridas y un diálogo torpe". 
Patrick Cooper de Bloody Disgusting lo calificó como 1/5 de estrellas y la llamó una película "completamente olvidable" que no logra captar audiencias. Drew Tinnin de Dread Central la calificó con 2.5 / 5 estrellas y escribió que la película "está llena de tanta desesperación que no puede evitar ser deprimente, incluso con algunos temas edificantes sobre el sacrificio y los lazos familiares".